# Chone (Ecuador)
Chone, ufficialmente Villa Rica de San Cayetano de Chone, conosciuto anche come Pueblo Viejo de Chone, è una città dell'Ecuador, capoluogo dell'omonimo cantone e situato nel nord della Provincia di Manabí. Fu fondata come città il 7 agosto 1735, sotto il nome di "La Visorreinal Santisima Villa Rica de la Bendita Providencia de San Cayetano de Chone", in onore a San Gaetano di Thiene, patrono della città.
La città sorge sulle rive del fiume che porta il suo stesso nome, il Río Chone, in una delle zone più umide e fertili della costa ecuadoriana. La popolazione urbana è di 52 810, mentre la popolazione dell'intera parrocchia è di 74 906